# Sammo Hung
Sammo Hung (születési neve kínaiul 洪金寶, kantoni pinjines átírásban Hung Kam-bo, mandarin pinjin átírásban Hong Jin-bao, magyaros átírásban Hung Csin-pao; 1952. január 7. [más források szerint 1950]) hongkongi harcművész, színész, producer, rendező és harckoreográfus. Számos filmben dolgozott együtt Jackie Channel. Művészneve, a Sammo 三毛 az azonos nevű népszerű kínai képregényfigura nevéből ered.

## Élete és pályafutása
Sammo Hung Hongkongban született, elfoglalt szülei a filmiparban dolgoztak, így Hungot a nagyszülei nevelték. Nyolcéves volt, amikor a hivatalos „Pekingi Drámaakadémia” növendéke lett, itt együtt edzett és tanult Jackie Channel, Yuen Biaóval és Corey Yuennel. Az akadémiára telt testalkata ellenére vették fel, miután meggyőzte Yu Jim Yuen mestert akrobatikus képességeiről és határozott fellépéséről.
Hung az 1970-es években otthagyta az akadémiát, hogy szerencsét próbáljon a harcművészeti filmiparban, ami Bruce Leenek köszönhetően újra virágzott Hongkongban. Eleinte kaszkadőrként dolgozott, majd színészként is kipróbálta magát, és végül olyan hírnévre tett szert, hogy 1978-ban három produkciós céget is alapítani tudott (Gar Bo, Boho, Bojon).
Az 1970-es évek végén, amikor a filmipar belefáradt a Lee-utánzatokba és a harcművészeti filmek iránti kereslet hanyatlani kezdett, Hung egy bárban összefutott régi iskolatársaival, Jackie Channel és Yuen Biaoval. A trió elkezdett együtt dolgozni, aminek eredményeképp az 1980-as években megreformálták a hongkongi akciófilmipart. A „Három Testvér” becenéven vált trió olyan sikerfilmeket gyártott le, mint a Gördülő kung-fu vagy a Vigyázat nyomozunk!, utóbbit Hung rendezőként is jegyzi. 1988-ra Hung és Chan viszonya megromlott, aminek eredményeképp a trió feloszlott, Hung azonban továbbra is színészként, rendezőként és akciókoreográfusként is aktív maradt.
1995-re rendeződött viszonya Jackie Channel, így újra együtt dolgozhattak, Hung koreografálta Chan Mennydörgés című filmjét, majd rendezett is Channek, a Jackie, a jó fiú című filmet.

## Magánélete
Sammo Hung kétszer nősült, négy gyermeke van, három fiú (Timmy Hung Tin-ming, Jimmy Hung Tin-cheung, Sammy Hung Tin-chiu) és egy lány (Stephanie Hung Chao-yu). Hung mindhárom fia színész.